# Agabus alexandrae
Agabus alexandrae är en skalbaggsart som beskrevs av Ribera, Hernando och Orangel Antonio Aguilera Socorro 2001. Agabus alexandrae ingår i släktet Agabus och familjen dykare. Inga underarter finns listade i Catalogue of Life.